# Jelena Germanowna Wodoresowa
Jelena Germanowna Wodoresowa, verh. Bujanowa (russisch Елена Германовна Водорезова (Буянова); * 21. Mai 1963 in Moskau, Sowjetunion) ist eine ehemalige sowjetische Eiskunstläuferin, die im Einzellauf startete. Heute arbeitet sie in Russland als Trainerin.

## Werdegang
Wodoresowa begann mit vier Jahren mit dem Eiskunstlaufen. Sie trainierte bei Stanislaw Schuk. In den Jahren 1976, 1977, 1980, 1982 und 1983 wurde sie sowjetische Meisterin. Bei der Europameisterschaft 1978 in Straßburg gewann sie die Bronzemedaille hinter Anett Pötzsch aus der DDR und Dagmar Lurz aus der BRD. Es war die erste Europameisterschaftsmedaille für eine sowjetische Eiskunstläuferin im Einzellauf. Bei der Europameisterschaft 1982 in Lyon gewann sie abermals Bronze und 1983 in Dortmund wurde sie Vize-Europameisterin hinter Katarina Witt. Ihre einzige Weltmeisterschaftsmedaille gewann sie mit Bronze bei der Weltmeisterschaft 1983 in Helsinki hinter der US-Amerikanerin Rosalynn Sumners und Claudia Leistner aus der BRD. Auch diese Medaille war eine Premiere, denn es war die erste Weltmeisterschaftsmedaille für eine sowjetische Eiskunstläuferin im Einzellauf. Bei den Europameisterschaften 1984 kehrte sie, nach der Pflicht Erste und nach dem Kurzprogramm Zweite, nachhause, da sie ihre erkrankte Mutter pflegen musste.

Wodoresowa repräsentierte die Sowjetunion bei zwei Olympischen Spielen. 1976 in Innsbruck belegte sie im Alter von erst zwölf Jahren den zwölften Platz, 1984 in Sarajevo wurde sie Achte. In den Jahren 1979 bis 1981 konnte sie aufgrund einer Arthritis kaum laufen und verpasste somit die meisten Turniere in diesem Zeitraum.
Nach dem Ende ihrer aktiven Sportlerkarriere wurde sie Trainerin in Moskau. Zu ihren Schülern gehören Elene Gedewanischwili, Olga Markowa, Andrej Grjasew, Adelina Sotnikowa, Artjom Borodulin und Denis Ten.

## Ergebnisse
| Wettbewerb / Jahr           | 1976 | 1977 | 1978 | 1979 | 1980 | 1981 | 1982 | 1983 | 1984 |
| --------------------------- | ---- | ---- | ---- | ---- | ---- | ---- | ---- | ---- | ---- |
| Olympische Winterspiele     | 12.  |      |      |      |      |      |      |      | 8.   |
| Weltmeisterschaften         | 11.  | 7.   | 6.   |      | Z    |      | 5.   | 3.   |      |
| Europameisterschaften       | 8.   | 5.   | 3.   |      |      |      | 3.   | 2.   | Z    |
| Sowjetische Meisterschaften | 1.   | 1.   |      |      | 1.   |      | 1.   | 1.   |      |

- Z = Zurückgezogen